# Митрополит Теодосије белгородски и обојански
Митрополит Теодосије био је први митрополит белгородске и обојанске митрополије од 1667. до 1671. године.

## Живот
Први митрополит белгородски и обојански био је Теодосије (1667—1671). Године 1667. постављен је за митрополита белгородске митрополије, која је тада обновљена. Пре тога, до митрополитства, био је епископ вршачки. Дошао је из Србије у Русију први пут децембра 1663. године, сакупљајући милостињу за вршачку епархију. Поново је долазио у октобру 1665. године и остао трајно у Русији. Његове „добродетељи” привукле су посебну пажњу цара Алексеја Михајловича. Током свог другог доласка у Русију, живео је у Москви и обављао богослужења у Архангелском сабору. Исто тако, обављао је улогу преводиоца за источне патријархе који су учествовали на Великом Московском Сабору 1666—1667. године.
Након што је постављен за митрополита белгородске митрополије, остао је у Москви још четири месеца да би сакупио све за потребна богослужења у својој новој епархији. Из Москве је кренуо 14. септембра 1667. године и стигао у Белгород 8. октобра исте године.
Четворогодишња владавина митрополита Теодосија протекла је усред тревожних догађаја у Украјини: одлучено је да се одвоје од руског суверена и прикључе турском султану; устанак је избио свуда и заузео значајан део белгородске митрополије; Митрополит је стално обавештавао државу о стању ствари, називао положај града беспомоћним и служио молебане за победу руске војске. Као стални заштитник сиромашних и њихов заступник пред властима, митрополит је био вољен од своје пастве. Добио је великодушне дарове како од царског престола, тако и од целокупног становништва белгородске области.
У ноћи између 19. и 20. августа 1671. годије је преминуо.